# Williams FW09
Chronologie des modèles (1983 - 1984)
Williams FW08C Williams FW10
La Williams FW09 est une monoplace de Formule 1 conçue par Frank Dernie (en) et Neil Oatley. C'est le premier châssis Williams motorisé par le V6 turbocompressé Honda pour lequel Frank Williams a négocié un accord entre fin 1982 et début 1983.
Honda fournissait déjà l'écurie Spirit Racing en 1983 mais était enthousiaste à propos de Williams qui, non seulement avait comme premier pilote le champion du monde en titre Keke Rosberg, mais était une écurie ayant plusieurs fois remporté les titres de constructeurs et pilotes, un palmarès que Spirit, et son jeune pilote suédois Stefan Johansson, ne pouvaient espérer égaler. Williams était d'accord pour les aider à développer le moteur en Grand Prix.

## Historique

### Saison 1983
Le châssis, basé sur celui de la Williams FW08C, est en aluminium avec des renforts en fibre de carbone. Le capot moteur est redessiné car la voiture est propulsée par un moteur V6 plus petit et plus puissant que le Ford-Cosworth V8 de la FW08C. L'avant de la voiture est redessiné pour une meilleure aérodynamique.
La FW09 commence sa carrière en Afrique du Sud, la dernière course de la saison 1983, constituant un test improvisé. Rosberg démontre le potentiel du châssis et du moteur en se qualifiant sixième et en terminant à la cinquième place tandis que son équipier Jacques Laffite part de la dixième place après avoir échoué à qualifier l'ancienne voiture lors du précédent Grand Prix d'Europe à Brands Hatch ; après un accident au freinage de Crowthorne Corner à la fin de la longue et principale ligne droite au deuxième tour, il abandonne.

### Saison 1984
La voiture court la saison 1984 avec Rosberg et Laffite. Les pilotes trouvent la puissance supplémentaire du moteur à leur goût mais n'apprécient pas le châssis qui souffre des montées en puissance que le Honda lui inflige ; la puissance du moteur est si forte que des parties du bloc Honda se tordent pendant la course. De plus, la voiture produit beaucoup de traînée à grande vitesse. Clive James, en compilant les vidéos de la FOCA de la saison, déclare : « Rosberg avait réussi à faire que la Williams avait l'air conduisible alors que tout le monde, y compris Frank Williams savait qu'elle ne l'était vraiment pas. »
La fiabilité est un problème récurrent, Laffite finissant seulement cinq courses pendant toute la saison. Toutefois, avec le Honda, la FW09 est constamment parmi les voitures les plus rapides sur de nombreux circuits malgré sa forte traînée. Les pilotes atteignent la vitesse de pointe 310 km/h lors des qualifications et en course au Grand Prix d' Afrique du Sud 1984, juste derrière la Brabham-BMW qui atteint 325 km/h en qualification.

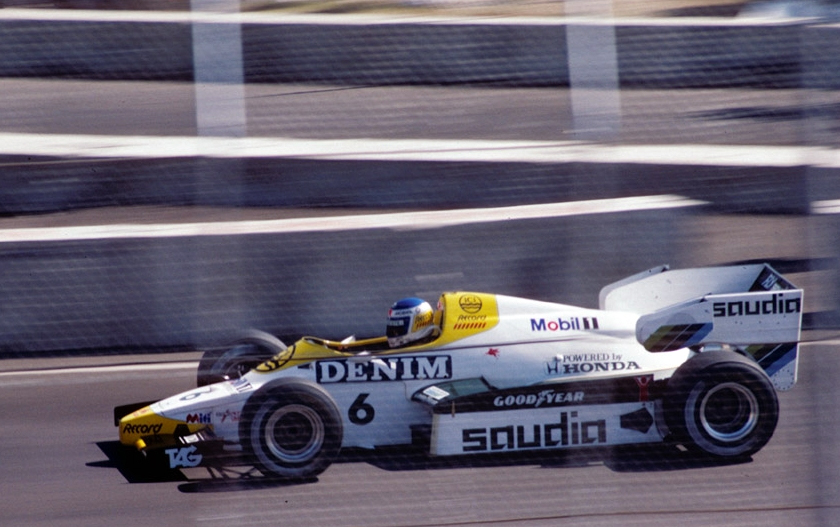
Keke Rosberg à bord de la Williams FW09 lors du Grand Prix de Dallas 1984.

Rosberg réussit à dompter le comportement imprévisible de la voiture en remportant le Grand Prix de Dallas, première victoire de l'équipe depuis le Grand Prix de Monaco de 1983 et donnant à Honda sa première victoire en Grand Prix de Formule 1 depuis le Grand Prix d'Italie de 1967 à Monza remporté par John Surtees, et sa première victoire avec un moteur turbocompressé. Grâce à cette victoire, Williams se retrouve quatrième du championnat avec 25,5 points, juste derrière Lotus (32) et Ferrari (32,5). Plus aucun point ne sera inscrit néanmoins marqué jusqu'à la fin de la saison.

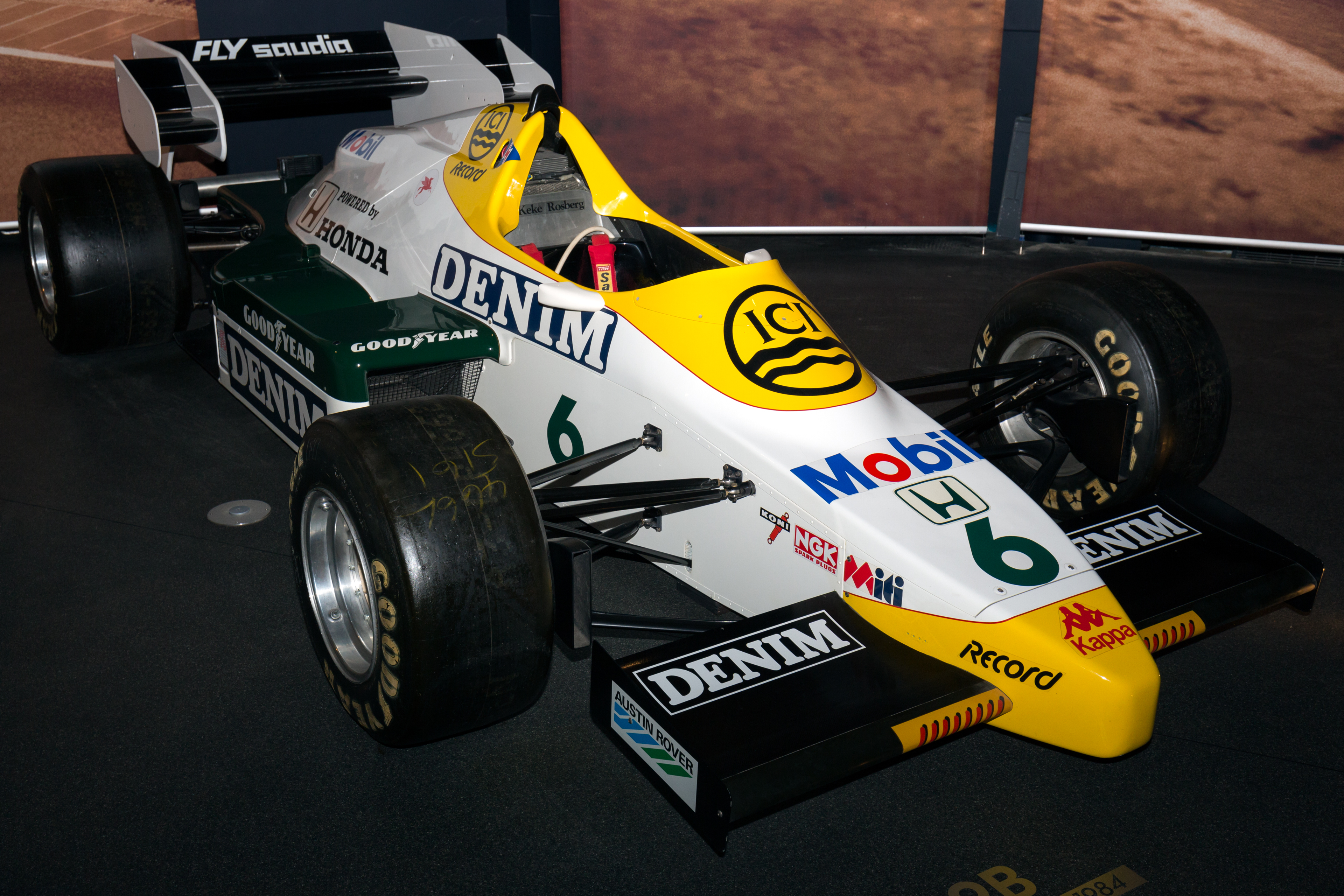
La Williams FW09B de Keke Rosberg exposée au Williams Conference Centre.

Une version modifiée de la voiture, baptisée FW09B, est introduite lors de la dixième manche de la saison, à Brands Hatch, pour le Grand Prix de Grande-Bretagne. De cette course jusqu'à la fin de la saison, Rosberg et Laffite enregistrent seulement une arrivée chacun, Rosberg termine notamment huitième au Grand Prix des Pays-Bas alors que Laffite termine la saison au Portugal avec une quatorzième place.
Au Grand Prix d'Autriche, sur l'Österreichring, le circuit le plus rapide utilisé alors en Formule 1, Rosberg, parti de la neuvième place, informe le directeur technique Patrick Head qu'il abandonne la course parce sa voiture est dangereusement instable dans les courbes très rapides.
Ainsi, Williams, qui avec Ferrari et Brabham est un des rares autres gagnants d'une course dans une saison dominée par les pilotes de McLaren Niki Lauda et Alain Prost, termine sixième du championnat des constructeurs avec 25,5 points. La FW09 est remplacée, en 1985, par la Williams FW10 en fibre de carbone.

## Résultats en championnat du monde de Formule 1
| Saison | Écurie                   | Moteur                | Pneus    | Pilotes         | Courses | Courses | Courses | Courses | Courses | Courses | Courses | Courses | Courses | Courses | Courses | Courses | Courses | Courses | Courses | Courses | Points inscrits | Classement |
| Saison | Écurie                   | Moteur                | Pneus    | Pilotes         | 1       | 2       | 3       | 4       | 5       | 6       | 7       | 8       | 9       | 10      | 11      | 12      | 13      | 14      | 15      | 16      | Points inscrits | Classement |
| ------ | ------------------------ | --------------------- | -------- | --------------- | ------- | ------- | ------- | ------- | ------- | ------- | ------- | ------- | ------- | ------- | ------- | ------- | ------- | ------- | ------- | ------- | --------------- | ---------- |
| 1983   | TAG Williams Racing Team | Honda RA163E V6 turbo | Goodyear |                 | BRÉ     | EUO     | FRA     | SMR     | MON     | BEL     | EUE     | CAN     | GBR     | ALL     | AUT     | P-B     | ITA     | EUR     | AFS     |         | 2               | 11e        |
| 1983   | TAG Williams Racing Team | Honda RA163E V6 turbo | Goodyear | Keke Rosberg    |         |         |         |         |         |         |         |         |         |         |         |         |         |         | 5e      |         | 2               | 11e        |
| 1983   | TAG Williams Racing Team | Honda RA163E V6 turbo | Goodyear | Jacques Laffite |         |         |         |         |         |         |         |         |         |         |         |         |         |         | Abd.    |         | 2               | 11e        |
| 1984   | TAG Williams Racing Team | Honda RA163E V6 turbo | Goodyear |                 | BRÉ     | AFS     | BEL     | SMR     | FRA     | MON*    | CAN     | DET     | DAL     | GBR     | ALL     | AUT     | P-B     | ITA     | EUR     | POR     | 25,5            | 6e         |
| 1984   | TAG Williams Racing Team | Honda RA163E V6 turbo | Goodyear | Keke Rosberg    | 2e      | Abd.    | 4e      | Abd.    | 6e      | 4e      | Abd.    | Abd.    | 1er     | Abd.    | Abd.    | Abd.    | 8e      | Abd.    | Abd.    | Abd.    | 25,5            | 6e         |
| 1984   | TAG Williams Racing Team | Honda RA163E V6 turbo | Goodyear | Jacques Laffite | Abd.    | Abd.    | Abd.    | Abd.    | 8e      | 8e      | Abd.    | 5e      | 4e      | Abd.    | Abd.    | Abd.    | Abd.    | Abd.    | Abd.    | 14e     | 25,5            | 6e         |

Légende : ici 

* En raison des conditions météorologiques, le Grand Prix de Monaco 1984 a été interrompu après 32 tours sur les 77 prévus (le classement officiel étant établi à la fin du tour précédant l'arrêt), ainsi seule la moitié des points a été attribuée.